# Loi 3 du beach soccer
La loi 3 du beach soccer fait partie des lois régissant le beach soccer, maintenues par l'International Football Association Board (IFAB). La loi 3 se rapporte aux joueurs.

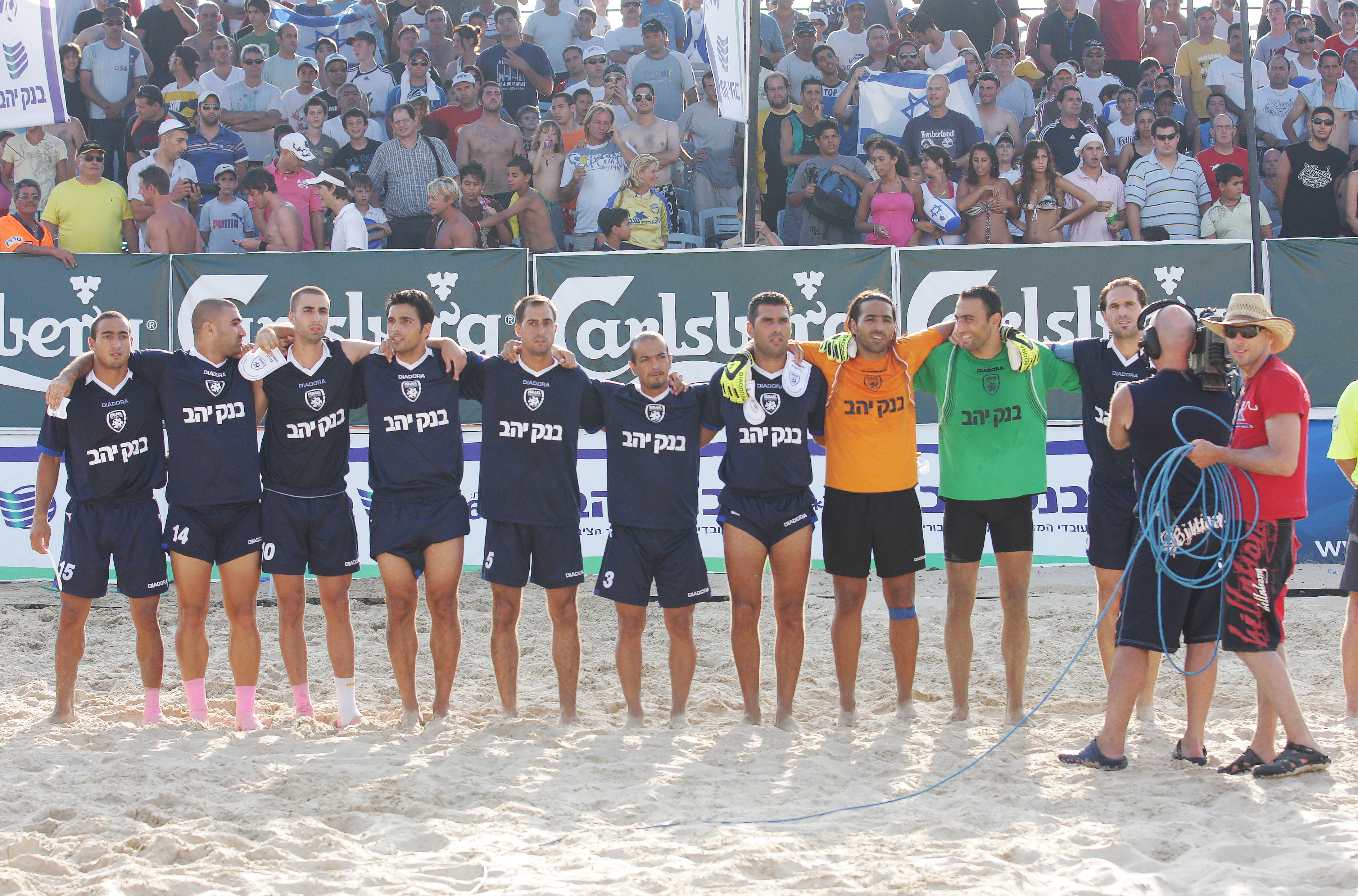
Équipe au complet avant un match.

## Règlement actuel

### Joueurs
Tout match est disputé par deux équipes composées chacune de cinq joueurs au maximum, dont l’un sera le gardien de but.
Le nombre de joueurs par équipe minimum pour commencer un match est de quatre. Si des joueurs arrivent en cours de match, ils pourront y participer sous réserve que leur nom ait été mentionné et que les arbitres aient été prévenus.
Si, en raison d’expulsions ou de blessures, une des deux équipes compte moins de trois joueurs (gardien de but compris), le match doit être arrêté.

### Compétitions officielles
Lors de tout match disputé dans le cadre de compétitions officielles organisées par la FIFA, les confédérations ou les associations membres, le nombre maximum de remplaçants autorisé est de cinq. Un nombre illimité de remplacements est permis durant un match. Un joueur qui a été remplacé peut revenir sur le terrain de jeu pour remplacer un autre joueur.

### Procédure de remplacement

#### Joueurs de champs
Un remplacement peut être effectué quand le ballon est en jeu ou hors du jeu. Lors de chaque remplacement, il convient d’observer les dispositions suivantes :
1. le joueur signale son intention d’entrer en jeu en brandissant au-dessus de sa tête un panneau où figure le numéro du joueur qu’il s’apprête à remplacer
2. le joueur sort du terrain en passant par la zone de remplacement
3. le joueur pénétrant sur le terrain doit également traverser la zone de remplacement ; il ne peut le faire que quand le joueur sortant a entièrement franchi la ligne de touche

Tout remplaçant est soumis à l’autorité et aux décisions des arbitres, qu’il soit appelé à jouer ou non. La procédure de remplacement s’achève au moment où le remplaçant pénètre sur le terrain de jeu. Le remplaçant devient alors joueur, et le joueur qu’il a remplacé cesse d’être joueur. Le chronomètre n’est pas arrêté durant la procédure de remplacement.

#### Changement de gardien
Le gardien de but peut être remplacé à n’importe quel moment. Le chronomètre n’est pas arrêté durant la procédure de remplacement. Le gardien continue d’être considéré comme joueur jusqu’à ce que son remplaçant entre sur le terrain de jeu et que la procédure de remplacement soit ainsi achevée. Tout joueur peut prendre la place du gardien de but à condition que  les arbitres soient préalablement informés du changement et que le joueur revête un maillot de gardien.

### Infractions et sanctions
Si un remplaçant pénètre sur le terrain ou qu'un joueur remplacé quitte l'aire de jeu par un autre endroit que la zone de remplacement ou si un joueur enfreint la loi relative à la procédure de remplacement (sauf blessure ou situation relevant de la Loi 4) le jeu est interrompu et le joueur fautif reçoit un carton jaune avant d'être sommé de quitter le terrain de jeu conformément à la procédure. Le jeu reprend par un coup franc en faveur de l’équipe adverse, tiré depuis le point central imaginaire, si le ballon n’était pas en jeu, la partie reprend son cours conformément aux Lois du Jeu.
Si un joueur amené à être remplacé a été préalablement averti d’un carton jaune et commet durant la procédure de remplacement une infraction passible d’un autre avertissement, il est alors expulsé, mais son équipe ne se retrouvera pas en infériorité numérique. Le jeu reprend conformément aux dispositions du point précédent.